# Гептасульфид гексадекапалладия
Гептасульфид гексадекапалладия — бинарное неорганическое соединение
палладия и серы
с формулой Pd16S7,
кристаллы.

## Получение
- В природе встречается минерал василит — (Pd,Cu)16(S,Te)7[3].

- Сплавление стехиометрических количеств чистых веществ:

{\displaystyle {\mathsf {16Pd+7S\ {\xrightarrow {623^{o}C}}\ Pd_{16}S_{7}}}}

## Физические свойства
Гептасульфид гексадекапалладия образует кристаллы
кубической сингонии,
пространственная группа I 43m,
параметры ячейки a = 0,89300 нм, Z = 2.